# Kniphofia
Kniphofia es un género con 132 especies de plantas bulbosas perteneciente a la familia Asphodelaceae.
Incluye 70 o más especies nativas de África. Algunas especies se han utilizado comercialmente para uso hortícola y son comúnmente conocidas por su brillantes flores con forma de cohetes.
Estas plantas producen espigas de brillantes colores, son colgantes, con flores de color rojo a naranja. Esto le da nombres comunes como "antorcha" para muchas de ellas.
El género Kniphofia es el epónimo de Johann Hieronymus Kniphof,  médico y botánico alemán del siglo XVIII. 

## Especies
| - Kniphofia baurii - Kniphofia brachystachya - Kniphofia caulescens - Kniphofia citrina - Kniphofia coddiana - Kniphofia drepanophylla - Kniphofia ensifolia - Kniphofia fibrosa - Kniphofia foliosa - Kniphofia galpinii - Kniphofia hirsuta - Kniphofia ichopensis - Kniphofia linearifolia | - Kniphofia natalensis - Kniphofia northiae - Kniphofia pauciflora - Kniphofia ritualis - Kniphofia rooperi - Kniphofia rufa - Kniphofia sarmentosa - Kniphofia stricta - Kniphofia thomsonii - Kniphofia triangularis - Kniphofia tuckii - Kniphofia tysonii - Kniphofia uvaria |